# Discografie van S10
Hieronder volgt de discografie van de Nederlandse zangeres S10, met name haar albums, haar ep's, haar nummers met een notering in een hitlijst en haar Top 2000-noteringen. 

## Albums
| Album                                         | Verschijnen      | Label      | Hitlijsten | Hitlijsten | Hitlijsten | Hitlijsten |
| Album                                         | Verschijnen      | Label      | BE (VL)    | BE (VL)    | NL         | NL         |
| Album                                         | Verschijnen      | Label      | Piek       | Weken      | Piek       | Weken      |
| --------------------------------------------- | ---------------- | ---------- | ---------- | ---------- | ---------- | ---------- |
| Snowsniper                                    | 8 november 2019  | Noah's Ark | —          | —          | 61         | 1          |
| Vlinders                                      | 13 november 2020 | Noah's Ark | —          | —          | 5          | 2          |
| Ik besta voor altijd zolang jij aan mij denkt | 28 oktober 2022  | Noah's Ark | 58         | 4          | 5          | 25         |
| Mijn haren ruiken naar vuur                   | 20 maart 2025    | Noah's Ark | 24         | 2          | 3          | 4          |

## Ep's
| Album          | Verschijnen     | Label      |
| -------------- | --------------- | ---------- |
| Antipsychotica | 27 oktober 2017 | Noah's Ark |
| Lithium        | 6 juli 2018     | Noah's Ark |
| Diamonds       | 14 maart 2019   | Noah's Ark |

## Singles
| Lied                               | Verschijnen      | Album                                         | Hitlijsten | Hitlijsten | Hitlijsten  | Hitlijsten  | Hitlijsten   | Hitlijsten   | Opmerkingen |
| Lied                               | Verschijnen      | Album                                         | BE (VL)    | BE (VL)    | NL (Top 40) | NL (Top 40) | NL (Top 100) | NL (Top 100) | Opmerkingen |
| Lied                               | Verschijnen      | Album                                         | Piek       | Weken      | Piek        | Weken       | Piek         | Weken        | Opmerkingen |
| ---------------------------------- | ---------------- | --------------------------------------------- | ---------- | ---------- | ----------- | ----------- | ------------ | ------------ | --- |
| Vooruitzicht (met Lijpe)           | 12 juli 2019     | Fastlife (Lijpe)                              | —          | —          | —           | —           | 49           | 1            | |
| Achter ramen (met Zwangere Guy)    | 9 oktober 2020   | Vlinders                                      | tip        | —          | —           | —           | —            | —            | |
| Adem je in (met Frenna & Kevin)    | 11 juni 2021     | Ik besta voor altijd zolang jij aan mij denkt | —          | —          | 15          | 8           | 3            | 42           | 3FM Megahit / Platina in Nederland |
| Onderweg (met Bazart)              | 1 oktober 2021   | —                                             | 13         | 16         | —           | —           | —            | —            | NPO Radio 2 TopSong / 3FM Megahit |
| Schaduw (met KA)                   | 26 november 2021 | Recklezz (KA)                                 | —          | —          | tip1        | —           | 19           | 9            | Goud in Nederland |
| De diepte                          | 3 maart 2022     | Ik besta voor altijd zolang jij aan mij denkt | 4          | 9          | 1 (1wk)     | 17          | 1 (1wk)      | 26           | Nederlandse inzending Eurovisiesongfestival 2022 / MNM-Big Hit / NPO Radio 2 TopSong / 3FM Megahit / Platina in Nederland en in België |
| Zonder gezicht (met Froukje)       | 18 maart 2022    | Uitzinnig (Froukje)                           | —          | —          | tip5        | —           | 37           | 4            | 3FM Megahit / 3voor12 Song van het Jaar 2022                                                                                           |
| Laat me los (met BLØF)             | 8 juli 2022      | Ik besta voor altijd zolang jij aan mij denkt | —          | —          | tip1        | —           | 60           | 2            | NPO Radio 2 TopSong / 3FM Megahit |
| Nooit meer spijt (met Froukje)     | 28 oktober 2022  | Ik besta voor altijd zolang jij aan mij denkt | —          | —          | 32          | 6           | 34           | 11           | Goud in Nederland |
| De ergste dag (met Mula B)         | 28 oktober 2022  | Ik besta voor altijd zolang jij aan mij denkt | —          | —          | —           | —           | 42           | 3            | |
| Hoor je mij                        | 28 oktober 2022  | Ik besta voor altijd zolang jij aan mij denkt | —          | —          | tip15       | —           | —            | —            | 3FM Megahit / 3FM Serious Request themanummer                                                                                          |
| De leven (met Kevin)               | 3 november 2023  | Wonderland (Kevin)                            | —          | —          | 17          | 8           | 1 (3wk)      | 19           | Goud in Nederland |
| Ik haat hem voor jou (met Froukje) | 30 augustus 2024 | —                                             | 50         | 1          | 11          | 8           | 5            | 26           | 3FM Megahit / 3voor12 Song van het jaar 2024                                                                                           |
| Mijn haren ruiken naar vuur        | 31 oktober 2024  | Mijn haren ruiken naar vuur                   | —          | —          | tip17       | —           | —            | —            | 3FM Megahit |
| Have Fun                           | 9 januari 2025   | Mijn haren ruiken naar vuur                   | —          | —          | tip19       | —           | —            | —            | 3FM Megahit |
| Hart in brand (met Froukje)        | 22 april 2025    | —                                             | 39         | 2          | 13          | 9           | 7            | 16*          | 3FM Megahit |

## NPO Radio 2 Top 2000
| Nummers met noteringen in de NPO Radio 2 Top 2000 | '22  | '23  | '24  |
| ------------------------------------------------- | ---- | ---- | ---- |
| Adem je in                                        | 926  | 1548 | 1623 |
| De diepte                                         | 1391 | 1065 | 1334 |
| Laat me los (met BLØF)                            | -    | 1640 | 1729 |

1. ↑  Een '-' betekent dat het nummer niet was genoteerd en een vetgedrukt getal geeft de hoogste notering van een nummer aan.
2. ↑  2022 was het eerste jaar met een notering voor S10.